# Dance Central 2
Dance Central 2 est un jeu vidéo de danse développé par Harmonix et édité par Microsoft Studios, sorti en 2011 sur Xbox 360.

## Accueil
- Jeuxvideo.com : 16/20[1]